# تكلنبورغ
تكلنبورغ (بالألمانية: Tecklenburg) هي بلدة ألمانية تقع في ألمانيا في شتاينفورت (قضاء). يقدر عدد سكانها بـ 9,408 نسمة .

## أعلام
- هاينريش هارت